# Salena Rocky Malone
Salena Rocky Malone (fallecida en mayo de 2017) es una activista aborigen australiana LGBQTI. Es uno de los fundadores del IngiLez Leadership Support Group (ILSG) y gerente del Open Doors Youth Service.

## Carrera
Rocky comenzó su carrera como oficial de enlace aborigen y oficial de enlace LGBTI con el Servicio de Policía de Queensland.
Rocky también participa en grupos comunitarios que incluyen PFLAG, Dykes on Bikes, LGBTI Health Alliance y muchos más.

## Muerte
Rocky murió el 22 de mayo de 2017 después de un accidente de motocicleta en Rockhampton.

## Premios
Recibió varios premios al Mejor Servicio Comunitario en los Premios Brisbane Queen's Ball por su trabajo con el Servicio Juvenil Open Doors, trabajando con jóvenes LGBTI arriesgados.